# Novembre 1801

## Événements
- 10 novembre : Wellesley impose le protectorat britannique à l’Oudh[1]. Après une expédition militaire, les Britanniques commencent par assumer la défense d’un État. Ils laissent au départ l’administration civile au souverain, mais les sommes exigées sont si exorbitantes qu’il ne peut y faire face. Alors les Britanniques détrônent le souverain et annexent le pays.

- 16 novembre : première édition du New-York Evening Post par Alexander Hamilton.

## Naissances
- 3 novembre : Vincenzo Bellini, compositeur italien († 23 septembre 1835)
- 26 novembre : Édouard Spach (mort en 1879), botaniste français.

## Décès
- 5 novembre : Motoori Norinaga, philologue japonais (° 21 juin 1730).
- 18 novembre : Pierre Joseph de Beauchamp (né en 1752), diplomate et astronome français.
- 28 novembre : Déodat Gratet de Dolomieu (né en 1750), géologue et minéralogiste français.